# Gare de Jinhua
La gare de Jinhua est une gare ferroviaire chinoise situé à Jinhua. Elle est créée en 1992.